# Phyllonorycter pulchra
Phyllonorycter pulchra là một loài bướm đêm thuộc họ Gracillariidae. Nó được tìm thấy ở Nhật Bản (Kyusyu và Honshu) và Đài Loan.
Sải cánh dài 6.5-7.5 mm.
Ấu trùng ăn Rubus illecebrosus và Rubus palmatus var. coptophyllus. Chúng ăn lá nơi chúng làm tổ. The larva mines into the inter-parenchyma of the leaves.